# Rádió 1
A Rádió 1 egy magyarországi kereskedelmi rádióhálózat. Az ország egyik legnépszerűbb rádiója, zenei kínálata Európa és Amerika aktuális slágereiből, valamint mixekből áll.
1996-ban kezdte meg adását, a következő években építette ki első hálózatát. 2012-ben elvesztette budapesti frekvenciáját, emiatt két év alatt a hálózat szétesett, és két megyében volt csak hallható adás ezen a néven. 2016-ban indult újra a budapesti adás, miután Vajna András megvásárolta a brandet. Azóta számos vidéki rádió is csatlakozott a hálózathoz, amely jelenleg csaknem az egész országot lefedi. Legnépszerűbb műsorvezetői Sebestyén Balázs és Cooky, valamint itt lett ismert Harsányi Levente.

## Formátum, arculat
A rádió a CHR/Top 40 rádióformátum vezető képviselője. A rádió vételkörzetében jellemzően a leghallgatottabb adók között található, a rádió közlése alapján pedig 2009-ben, 2010-ben és 2011-ben is a fiatalok leghallgatottabb rádiója lett a 15-29 és 15-39 korosztályban. 2016-ban, az egykori Class FM földi sugárzásának megszűnése után jelentősen nőtt a hallgatottsága.
A Disco's Hit műsor dance stílusát leginkább a Rise FM és a Radio Face műsorával lehet összehasonlítani, a DJ Factory (Jelenleg: World Is Mine Radio Show) stílusa pedig az egykori Music FM Music Killers című esti mixműsorára hajazott.
2013 és 2016 között a rádiós piac átalakulásával az adó csak Baranya megye és Békés megye területén volt fogható. Mivel Pécsen egyedül a Rádió 1 volt az egyetlen helyi kereskedelmi adó, a CHR/Top 40 rádióformátumot kiszélesítették, és Hot AC formátumra alakították át, ez 2017-ig így is maradt. Békés megyében is hasonlóan alkalmazkodtak a helyzethez, igaz, ott több versenytárs műsora is elérhető.

## Története

### A rádió kezdeti évei (1996–2004)
A Rádió 1 budapesti, körzeti kereskedelmi adóként kezdte meg műsorszórását 1996. március 29-én. A rádiót a francia Lagardère és a svájci Marquard médiacsoportok indították. A frekvenciát eleinte két másik rádióadóval (Rádió M, Rádió 11) együtt kapták meg, így a rádió déltől este nyolcig sugárzott. 1997. szeptember 1-jétől 24 órában szólt műsora a 100,3 MHz-en a két másik, frekvenciáját használó céggel történt megállapodás után, miután nem indították el a rendszeres adásukat. Ebben az időben "A város ritmusa" szlogen népszerűsítette az adót.
A rádió tulajdonosai felismerték a lehetőséget, hogy egy kifejezetten a fiatalokra pozicionált regionális rádióadó-hálózat kiépítésével kitölthetnék a két akkori országos kereskedelmi adó, a Danubius Rádió és a Sláger Rádió által kitöltetlen űrt. Több szlogennel is működtek ekkoriban: "Tiszta zene", "Tiszta zene a 90-es évekből", "A jelen ritmusa", "A zene, ami benned él", "Tiszta zene a jelenből", "Rádió 1 – Hit music" (ez utóbbi 2000-ben).
2000 júniusára már 7 frekvencián szólt – részben helyi, részben országos – Rádió 1-műsor. Budapesten a 100,3 MHz-en, Veszprémben a 94,6 MHz-en, Debrecenben a 92,3 MHz-en, 2000 végére Egerben a 101,9 MHz-en (a korábbi Rádió 7 helyén), Orosházán a 90,2 MHz-en, Székesfehérváron a 101,8 MHz-en, valamint Békéscsabán a 100,9 MHz-en volt elérhető a program. Békés megyében ugyanazon műsort adták. 2000 végén váltott először logót.
2001-ben indult el adásuk Pécsett a 90,6 MHz-en és Komlón a 99,4 MHz-en. 2002 márciusára 12 frekvencián lehetett a rádió programját hallgatni, a fentiek mellett Szarvason a 95,2 MHz-en, Gyulán a 90,5 MHz-en, Szeghalmon a 99,4 MHz-en. Ezzel – az akkor hatályos Rttv. értelmében – elérték méretük felső határát, mivel az akkori szabályozás szerint a hálózatos rádiók műsorát maximálisan 12 frekvencián lehetett sugározni. Ekkor ismét logóváltás történt és felvették a "Csak mai sláger megy" szlogent, majd ez módosult a ma is használatos "Csak igazi mai sláger megy" formára.
2002. március 1-jén a rádió budapesti adása átköltözött a 103,9 MHz-es frekvenciára, miután az ORTT a rádiónak a vételminőség javítására vonatkozó kérelmét elfogadta.

### Piacvezető hálózatként (2004–2011)
2004-ben – az Rttv. módosításának köszönhetően – már 14 frekvencia sugározta a Rádió 1 műsorát, mivel a tulajdonosok megszerezték a korábbi Rádió Győr műsorát sugárzó győri 96,4 MHz-es frekvencia használati jogával bíró céget, valamint sikeresen pályázták meg a sárbogárdi 87,9 MHz-es frekvenciát, ami a székesfehérvári műsorát sugározta. Ebben az évben indította el az adó reggeli ébresztő műsorát, a Kukorit is. 2005 decemberében pedig több, később a Rádió 1 által ismertté tett műsorvezetőt is leigazoltak: így érkezett a francia médiaszemélyiség, Cooky az adó délutáni műsorába, valamint ekkor igazolt át a korábban a Roxy Rádióban dolgozó Disco's Hit csapata is, Bárány Attila vezetésével.
2006. november 19-én a korábbi Békés megyei hálózatos partner a Juventus Rádió műsorát kezdte el sugározni, így a békéscsabai, a szarvasi, a szeghalmi, valamint a gyulai frekvenciákon is ennek az adónak a műsora szólalt meg. Mivel a Rádió 1 vezetése úgy vélte, hogy Békéscsabán a továbbiakban is igény van a Rádió 1 műsorára, így megvásárolták a Start Rádiót, valamint a 88,9 MHz-et birtokló gazdasági társaságot. Így Békés megyében két frekvencián sugároztak tovább, egy ideig Start Rádió 1 néven. (A későbbiekben is a helyi műsorsáv Rádió 1 Start néven ment.)
2008 januárjában tulajdonosváltás történt, a rádió vezetői, Marton Dávid és dr. Erdélyi Krisztián által vezetett konzorcium vette át a rádió irányítását.
2008. február 1-jétől Tatabánya lakosai is hallgathatták a rádió adását, a 102,5 MHz-en. Azonban az ennek a frekvenciának a sugárzási engedélyét 2009-ben eladták a Gold FM rádióadót üzemeltető cégcsoportnak. 2009. július 1-jén a szolnoki Rádió 2000 műsorát váltotta fel franchise-rendszerben a Rádió 1.
2010. március 1-jén teljes vizuális- és audióarculat-csere történt. Ekkor kapta a ma is használt logót a rádió.
2010. augusztus 23-án a szekszárdi központú Alisca Rádió műsorát váltotta fel a Rádió 1 műsora, Dunaföldváron a 106,5 MHz-en, Pakson a 107,5 MHz-en, Szekszárdon a 91,1 MHz-en és Baján a 94,3 MHz-en. 2011. május 1-jén Nyíregyházán a 91,1 MHz-en, 2011. július 25-én Tihanyon a 105,7 MHz-en és 2011. szeptember 19-én Zalaegerszegen, a 95,1 MHz-en is indultak helyi Rádió 1-adások, az ún. „talált frekvencia” intézményének köszönhetően. 2011 szeptemberére a Rádió 1 19 frekvencián sugárzott, az ország lakosságának mintegy 50-55%-át érte el.

### A hálózat szétesése (2011–2016)
2011-ben 48 magyarországi helyi rádiós frekvenciára kiadott 7+5 éves engedély járt le, mindegyik esetében új pályázat kiírása vált szükségessé. A rádió ezekből 34-re adott be pályázatot, így öt kereskedelmi budapesti frekvenciára is.
A Médiatanács a pályázatok kiírását minden esetben időben megkezdte, de a pályázati eredmények elbírálása késésbe került. Így a Médiatanács – az igénylő cégek részére – 60 napos ideiglenes médiaszolgáltatási engedélyeket adott ki, a korábbi éves műsorszolgáltatási díj időarányos díjazásáért. A Médiatanács az ideiglenes műsorszolgáltatási engedéllyel rendelkező rádióadók számára nem engedélyezte a hálózatba kapcsolódást. A 60 napos engedélyt kizárólag a már kiírt frekvenciapályázatok esetében volt lehetséges igényelni. A napi 4 órás műsorok helyett a Rádió 1 napi 24 órás önálló műsorokat kényszerült készíteni, így az országos kívánságműsorok megszűntek, az esti mixműsorokat korábbi ismétlésekkel, a reggeli szórakoztató műsorokat készítő műsorvezetők pedig egy időben több különböző reggeli műsort kellett, hogy készítsenek.
2011. december 20-án öt pályáztatott budapesti frekvencia közül három eredménye született meg, ami szerint a Rádió 1 elveszítette budapesti, 103,9 MHz-es frekvenciájának műsorszórási engedélyét. Budapesti frekvenciáját 2012. február 1-jétől a Médiatanács 2011. december 20-ai döntése értelmében a Juventus Rádió használta (a Rádió 1 második lett a pályázaton), a rádió szándéka volt, hogy visszatérjen a fővárosba, valamint, hogy minél több településen elérhesse a hallgatókat, elsősorban a főbb autópályák mentén. 19 pályázatból ún. „alaki érvénytelenség” miatt zárták ki a Rádió 1-cégcsoport tagjait, az ún. "Klub-szabály" miatt. A budapesti 89,5 MHz-es, és a 103,9 MHz-es frekvenciapályázatokon más rádióadókat hoztak ki győztesnek 2011 decemberében, a budapesti 92,9 MHz-es, 95,3 MHz-es és 96,4 MHz-es frekvenciák tekintetében a Médiatanács alaki érvénytelenséget állapított meg 2012 júliusában.

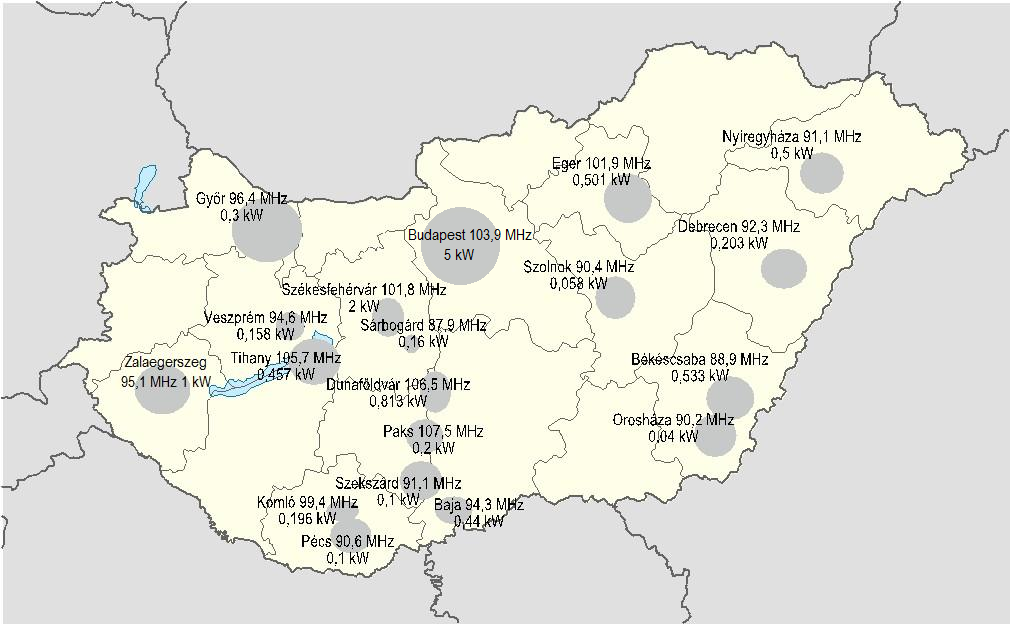
A Rádió 1 legnagyobb lefedettsége 2011. 09. 19. és 2012. 01. 31. között

Vidéki frekvenciapályázatai ezzel szemben részben eredményesen zárultak: 2012 májusa és novembere között hét városban kapott zöld jelzést a csatorna, így Baja, Dunaföldvár, Komló, Paks, Szekszárd, Orosháza és Szolnok térsége is tovább hallgathatta a Rádió 1 műsorait. Ezzel együtt a volt Alisca Rádió 1 megszűnt, helyettük önálló Rádió 1-programok jelentkeztek az előbbi négy városban. 2012. augusztus 22-én azonban újra hálózatba kapcsolódott a Rádió 1 hét, idén újra elnyert frekvenciája.
2012. április 30-ig nem került kiírásra a társaság székesfehérvári és sárbogárdi rádiófrekvenciáinak pályázata. A cégcsoport tovább üzemeltette volna azokat, viszont ideiglenes engedély csak kiírt pályázat esetén kérhető. A Mttv. módosítása miatt azonban a Médiatanácsnak nincs kötelezettsége – a korábbi jogállapottal szemben – kiírni a pályázatot a rádiózás folytatására, ha "médiapiaci és médiapolitikai okok" alapján így dönt.
2012. július 5-én a Klubrádió jogorvoslati kérelmével kapcsolatban a Médiatanács végzést hozott a budapesti 95,3 MHz-es pályázatok alaki érvénytelenségéről. Ezen rádióadó fellebbezésének köszönhetően a bíróság 2012. augusztus 15-én a Médiatanácsot arra kötelezte, hogy a pályázat eredménytelenségét határozatban rögzítse. 2012 júliusában és augusztusában további 18 frekvenciapályázaton hirdet – a budapesti 95,3 MHz-es példájára – határozatokat a Médiatanács, ami mindegyik esetben alaki érvénytelenséget határoz meg. 2012. július 30-án iktatott nyilatkozatában a veszprémi Rádió 1-jogosultságot üzemeltető kft. sérelmezte, hogy a korábbi és jelenlegi műsorszolgáltatási díja 578%-kal volt magasabb a kiírt pályázatban megajánlott legalacsonyabb összegű éves műsorszolgáltatási díjhoz képest. A cég kérelmet nyújtott be az irreális díj csökkentésére, és a csökkentett díjat átutalta a Médiatanács részére. A Médiatanács visszautasította a díjcsökkentési kérelmet, egyben nem adott a veszprémi Rádió 1 részére újabb 60 napos műsorszolgáltatási engedélyt.
2012. augusztus 9-én az egri Rádió 1 nem kapott újabb 60 napos műsorszolgáltatási engedélyt, mivel 2012. július 18-án a Médiatanács határozatot hozott a pályázatok alaki érvénytelenségéről. A Médiatörvény 65. § (11) szerint „amennyiben a lineáris rádiós médiaszolgáltatási jogosultság úgy jár le, hogy a Médiatanács egy alkalommal már megújította, és a médiaszolgáltatási lehetőség pályáztatása már megindult, a Médiatanács a korábban jogosultsággal rendelkező médiaszolgáltatóval, annak kérelmére, legfeljebb hatvan napos időtartamra – több alkalommal is – ideiglenes hatósági szerződést köthet. E bekezdés alapján ideiglenes hatósági szerződést kizárólag a pályázati eljárás – illetve a pályázati eljárás érdemében hozott határozattal vagy a pályázati eljárást megszüntető végzéssel szemben esetlegesen indított bírósági felülvizsgálati eljárás jogerős – lezárásáig lehet kötni. Az ideiglenes hatósági szerződés a pályázati eljárás nyertesével való hatósági szerződés megkötésének napján megszűnik.”
2012. szeptember 5-én a Médiatanács elutasította a debreceni Rádió 1 60 napos műsorszolgáltatási engedélyét, mivel 2012. július 18-án a Médiatanács határozatot hozott a pályázatok alaki érvénytelenségéről. A cégcsoport a Médiatanács honlapjáról értesült a Médiatanács-ülések tervezett tematikájáról, így ennek értelmében ismét benyújtotta a hosszabbítási kérelmet. Mivel 2012. szeptember 12-én kiírásra került a debreceni Rádió 1-frekvencia megismételt pályáztatása, így még ugyanezen napon a cégcsoport megkapta a hosszabbítást. A korábbi engedély aznap éjfélig volt érvényes.
2012. szeptember 14-én a Bíróság elutasította a cégcsoport budapesti 96,4 MHz-es pályázatának kizárása ügyében a fellebbezést, így nem volt lehetőség a közeli visszatérésre. A cégcsoportnak a pályázati díj 50%-a járt vissza a Médiatanácstól. A Klubrádió és az NMHH jogi útra terelt problémája a Budapest 92,9 MHz-es, valamint 95,3 MHz-es frekvenciája ügyében a Rádió 1-re is kihatott: mivel a Médiatanács értelmezése szerint mindegyik beadott budapesti frekvenciapályázat (a 92,9-es, a 95,3-as, valamint a 96,4 MHz-es frekvenciákra) érvénytelen lett, így a Rádió 1 budapesti visszatérése is később valósulhatott meg. A csatorna húzónevei azonban ezután is jelen voltak budapesti szórakozóhelyeken, DJ-ként és speakerként.
Időközben a rádió székesfehérvári, sárbogárdi és veszprémi műsorszórási jogosultságai lejártak, és bár az adó folytatta volna a sugárzást, előbbi két esetben a ki nem írt, utóbbi esetben az ún. Klub-szabály miatt érvénytelenített pályázat miatt nem folytathatták műsoruk sugárzását. Veszprémben október 1-jén, Székesfehérvár és Sárbogárd körzetében október 4-én hallgatott el az adó. A győri adó 2013. január 20-án hallgatott el.
A tulajdonosok – a budapesti pályázat sikertelensége miatt – elhatározták, hogy eladják meglevő érdekeltségeiket. Az egyes cégek eltérő cégcsoportokhoz kerültek, a Mambó Rádió Kft., az Alisca Rádió Kft., az Interax Kft. és az A-tól Z-ig Bt. Fodor Józsefhez, a Rádió 1 pécsi ügyvezetőjéhez került, aki pécsi és békéscsabai kapcsolati hálóval bír. A többi cég az addigi tulajdonosoknál maradt, későbbi értékesítési céllal.
2012. november 1-jén a Rádió 1 központja Pécsre került, a budapesti stúdiót bezárták. Ez az adásbonyolításra annyi hatással volt, hogy pécsi műsorvezetők vették át a budapestiek helyét. Az új tulajdonos – felmérve a helyzetet – úgy döntött, hogy a Rádió 1-et dél-dunántúli regionális hálózattá alakítja.
2013. február 6-án az új stratégia szempontjából legfontosabb frekvencia, a pécsi további működése is biztosítottá vált: a Médiatanács kihirdette a Mambó Rádió Kft.-t, mint a pályázat nyertesét a pécsi 90,6 MHz-re. A dél-dunántúli frekvenciák így teljesen biztos jövővel bírtak, a Békés megyeiekkel egyetemben. Március 1-jén a régi tulajdonos által eladott szolnoki frekvencián a Szolnok FM műsora váltotta fel a Rádió 1-et. Április 1-jével a békéscsabai és orosházi frekvenciák új tulajdonoshoz kerültek. Az adókon 24 órás helyi Rádió 1-műsor indult el. Ugyanezen a napon a zalaegerszegi frekvencia is új tulajdonoshoz került, ahol szintén 24 órás helyi Rádió 1-műsort kezdtek sugározni.
Az időközben kiírt debreceni és egri kereskedelmi rádiófrekvencia-pályázatokon (Debrecen 95,0 MHz, Eger 100,7 MHz) elindult a Rádió 1, ugyanakkor az egri pályázatból kizárták a pályázat alaki érvénytelensége miatt. Ezen két városban korábbi frekvenciáikon 2013. április 15-én befejezték a sugárzást, pályázatuk érvénytelenítése miatt. A debreceni pályázatuk érvényes volt, ugyanakkor nem nyertek frekvenciát.
2013. május 15-én az Ozone FM bejelentette, hogy a Rádió 1 balatoni frekvenciáját üzemeltető cég megvásárlásával elindítják az Ozone FM sugárzását a 105,7 MHz-en. Május 23-án elindult az Ozone FM tesztadása. Május 23-án a Zenebolygó Kft. által üzemeltetett nyíregyházi adó is önállósodott, Rádió Pont 1 néven 24 órás műsort kezdtek sugározni. Május 30-án a Zenebolygó Kft. másik frekvenciája, a zalaegerszegi adó is felvette a Rádió Pont 1 nevet, szintén 24 órás helyi műsorral. Június 15-én az Ozone FM bejelentette a volt Alisca Rádió négy frekvenciájának megvásárlását is a Rádió 1-től, így az adó műsora Dunaföldváron, Pakson, Szekszárdon és Baján is elérhető lett. Július 1-jén indult az öt új frekvencián az Ozone FM műsora.
A mohácsi adás 2014. február 23-án indult el a komlói adás vételkörzet-bővítéseként a Baranya Rádió régi helyén, a 93,8 MHz-en. A következő években csak 5 frekvencián volt hallható a Rádió 1 műsora. A pécsi, komlói és mohácsi adókat – eleinte külön pécsi és térségi műsorral, 2015 után hálózatban – a Mambó Rádió Kft., ettől függetlenül, a békéscsabai adót az Interax Kft., míg az orosházait az A-tól Z-ig Bt. üzemeltette, utóbbi a békéscsabai vételkörzet-bővítése.

### A budapesti adás újraindulása, terjeszkedés (2016–2019)
2016. május 12-én az akkoriban Andy Vajna tulajdonában lévő Radio Plus Kft. bejelentette, hogy az addig DJ FM projektnéven ismert rádiójukat Rádió 1 néven indítják el. A kft. ügyvezetője Bakai Mátyás, a Roxy Rádió egykori tulajdonosa lett. 2016. június 3-án 14 órakor – mint ahogy azt az egykori 103,9 MHz-es budapesti frekvencia megszűnését megelőzően ígérték – visszatért a Rádió 1 az egykori Roxy Rádió frekvenciájára, a 96,4 MHz-re. Visszatért a rádió reggeli műsora, a Kukori Balogh Esperes Ákos vezetésével, valamint új mixműsor indult DJ Factory címmel, amely az egykori Music FM Music Killers című mixműsorához hasonlítható.
Augusztus 14-én indult el a villányi adás a pécsi adás vételkörzet-bővítéseként a 100,9 MHz-en. Ezen a frekvencián korábban a Tenkes Rádió, majd a Lánchíd Rádió szólt. 2016. szeptember 1. és 2017. május 17. között az önálló pécsi Rádió 1 nem sugározta a Disco's Hit műsorát.
Október 26-án jelentették be, hogy a Médiatanács döntése alapján az Ozone FM és a nyíregyházi Rádió Pont 1 hálózatba kapcsolódik a budapesti Rádió 1-gyel, ezzel a két rádió megszűnését eredményezve. Az akkor új frekvenciákon november 15. óta sugározzák a rádió műsorát napi 20 órában. A rádió a műsorvezetőket megtartotta, a vidéki műsorblokkokat a helyi stúdiók munkatársai készítik.
December 2-án bejelentették a Morning Show teljes stábjának leigazolását. December 5-én Reggeli Show néven indult újra a műsor, ezzel felváltva a Kukorit. A tervek szerint ezen a néven folytatták volna addig, amíg sikerül megszerezni az akkor már online sugárzott Class FM-től a Morning Show név használati jogait. A műsor 2017. július 17. óta Balázsék néven szól, miután a műsor készítői pert vesztettek a Class FM-mel szemben.
2017. április 10-én bejelentették, hogy a debreceni önkormányzat tulajdonában lévő Debrecen Rádió FM95 frekvenciáján is a Rádió 1 műsora fog szólni. A város vezetése abban bízott, hogy többen fognak a 95 MHz-re kapcsolni. Május 5-én jelentették be, hogy további 9 rádió csatlakozik a hálózathoz, köztük a Debrecen Rádió FM95 és a Baranya megyei Rádió 1. Az utóbbit üzemeltető Mambó Rádió Kft. május 9-én közleményt adott ki, melyben kiemelték, a pécsiek a helyi hírek és információk mellett "igénylik az országosan ismert sztárokat, és a korábban megkedvelt szórakoztató műsorokat is." Másnap bejelentették, hogy a hálózatba kapcsolódás napján, május 18-án reggel 6 órakor a Reggeli Show stábja a pécsi Rádió 1 stúdiójából köszönti a hallgatókat, továbbá a helyi adás 10 órás lesz a hálózat többi tagjától eltérően. Június 1-jén a Rádió Eger, 6-án 6 órakor a Debrecen Rádió FM95 (a tervezett június 1. helyett) 22 órakor a Sopron Rádió, 7-én 16 órakor a Radio Focus, 20 órakor a Tisza-tó Rádió csatlakozott a hálózathoz.
A Médiatanács által június elején közzétett határozatok alapján a Radio Plus Kft. és partnerei elnyerték a békéscsabai 88,9 MHz, a derecskei 94,7 MHz és a velencei 90,4 MHz műsorszolgáltatási jogosultságát, ezen kívül megállapodást kötöttek a Kék Duna Rádió üzemeltetőivel a rádió hálózatos műsorának továbbításáról. A Kék Duna Rádió június 30-án csatlakozott a hálózathoz. Július elején a rádió partnere, az LB Rádió Kft. elnyert további 3 hajdúsági frekvenciát. Szeptemberben a rádió hálózatos együttműködési megállapodást írt alá a szombathelyi Frisss FM, később az (2019-es újraindulásig) Egerszeg Rádió (korábban Rádió 1, majd Rádió Pont 1) üzemeltetőivel. Ezen két rádió október 16-án csatlakozott a hálózathoz.
A velencei frekvenciára szintén pályázó Fehérvár Rádió megtámadta a Médiatanács döntését, jogsértésre hivatkozva. Júniusban az Interax Kft. is pert indított a Médiatanács ellen, azzal indokolva, hogy a Radio Plus Kft. szabálytalanul nyert a pályázaton. A rádió válaszul szeptember végén – egyfajta B-tervként – tárgyalni kezdett egy másik békéscsabai rádióval, a Csaba Rádióval a hálózatba kapcsolódásról. Erre reagálva az Interax Kft. beadványt intézett a Médiatanácshoz, amelyben kérték a hálózatba kapcsolódás vizsgálatnak felfüggesztését. Október 9-én Bakai Mátyás lemondott ügyvezetői igazgatói posztjáról. 24-én a Médiatanács érvénytelenítette a Radio Plus Kft. pályázatát. 26-án a velencei pályázat ügyében a bíróság döntése értelmében a Médiatanács elveszítette a pert, így a velencei frekvencián nem indult el az adás. November 1-jén 18 órakor kapcsolódott a Csaba Rádió az országos hálózathoz, így egy éven át két rádió volt fogható Rádió 1 néven Békéscsabán. A Radio Plus Kft. által indított védjegybitorlási perre válaszul a Békés megyei frekvenciák üzemeltetői november 21-én bejelentették, hogy Békéscsabán FM 88,9 néven megy tovább az adás, az orosházi frekvencia pedig a Mega Rádió hálózatához csatlakozik, ez utóbbi decemberben meg is történt. Később a névváltást visszavonták, a bíróság pedig elutasította a Radio Plus Kft. keresetét. Az Interax Kft. rádiója végül 2018. november 28-án felvette a Csaba Rádió nevet.
2017. november 7-én 17 órakor indult el a szegedi adás az Európa Rádió helyén a 87,9 MHz-en, miután a Médiatanács közösségiből kereskedelmivé sorolta át a frekvenciát, majd megadta az engedélyt a hálózatba kapcsolódásra.
2018 januárjában elindult a hajdúsági frekvenciák tesztadása, valamint a rádió hálózatos partnere megnyerte a szolnoki 90,4 MHz-et. Az év februárjában bejelentette a Bács-Kiskun megyében sugárzó Sirius Rádió, hogy hálózatba kapcsolódnak a Rádió 1-gyel, így a műsor Kecskemét és vonzáskörzetében zavartalanul vehető. A Sirius Rádió február 26-án 10 óra után leállította a műsorát, majd délben csatlakoztak a hálózathoz. Április 4-én a dunaújvárosi 93,1 MHz-es, míg 26-án 19 órakor a szolnoki adás indult el a 90,4 MHz-en. Május 24-től engedély nélkül szólt a tihanyi frekvencia, mivel a Médiatanács nem hosszabbította meg 5 évvel a lejárt jogosultságot. A Life Essence Kft. pert indított a Médiatanács döntése ellen, a jogerős bírói ítéletig ideiglenes bírói intézkedést kérve. Május 30-án elvesztették a pert, de a frekvencia a per elvesztése ellenére ezután is szólt egészen november 17-ig.
Május 27-én Mosonmagyaróváron és Székesfehérváron megszűnt a Rádió 1, mivel a két frekvenciát üzemeltető cég megegyezett az országos Retro Rádió üzemeltetőjével. Július 19-én a Médiatanács a velencei 90,4 MHz és veszprémi 90,6 MHz rádiós frekvenciás pályázatokon a Rádió 1 partnercégeit hozta ki nyertesnek. Július 25-én bejelentette a pécsi Rádió 1, hogy augusztus 1-től lecsökkentik a helyi tartalmat 4 óra 40 percesre, ennek a hátterében egy új pécsi kereskedelmi rádió indulása állhatott. Július 26-án 20 óra körül újraindult Székesfehérváron a Rádió 1, miután július 13-án bejelentette a Fehérvár Rádió, hogy hálózatba kapcsolódnak a Rádió 1-gyel. Szeptember 12-én a Médiatanács a nagykanizsai 95,6 MHz és a tatabányai 96,7 MHz a Rádió 1 partnercégeit hozta ki nyertesnek. Október 1-jén elindult Hatvanban és Gyöngyösön is a Rádió 1, miután szeptember 24-én bejelentette az FM7, hogy hálózatba kapcsolódnak a Rádió 1-gyel. Október 26-án délután elindult Veszprémben is a Rádió 1. Október 30-án Kaposvárott a Mambó Rádió nyerte a 99,9 MHz-t. December 11-én a Médiatanács a Rádió 1 partnerét hozta ki nyertesnek a Keszthelyi 99,4 MHz-n, valamint hozzájárult a testület ahhoz is, hogy a jövőben a 100,6 Hajdúszoboszló, 94,7 Derecske, 93,3 Hajdúnánás adók a 98,9 hajdúböszörményi Rádió 1 vételkörzet bővítései legyenek és a 98,9 Rádió 1 nevet használhassák.
2019. január 8-án a Médiatanács hozzájárult, hogy a zalaegerszegi 95,8 MHz a 96,4 Rádió 1-gyel hálózatba kapcsolódhasson, ezért január 11-én a 95,1 MHz-en az Egerszeg Rádió újraindult, míg a Rádió 1 átköltözött a 95,8 MHz-re, valamint hozzájárult a testület ahhoz is, hogy a jövőben a hajdúszoboszlói 100,6, a derecskei 94,7, a hajdúnánási 93,3 és a hajdúböszörményi 98,9 a Hajdúsági Rádió 1 nevet használhassa. Január 11-én elindult a keszthelyi Rádió 1 a 99,4 MHz-en, a Helikon Rádió helyén.

### Tulajdonosváltás, új budapesti frekvencia, a hálózat átalakulása (2019–)
2019. január 20-án elhunyt Andy Vajna, a rádió tulajdonosa. Szinte napra pontosan egy év múlva, 2020. január 21-én Schmidt Zoltán, Mészáros Lőrinc bizalmasa lett a rádió új tulajdonosa.
Január 27-én 17:40-kor elindult a velencei Rádió 1 a 90,4 MHz-en. Február 5-én elindult a tatabányai Rádió 1 a 96,7 MHz-en. Február 24-én este elindult a nagykanizsai Rádió 1 a 95,6 MHz-en. Május 27-én elhallgatott a dunaföldvári Rádió 1 a 106,5 MHz-en, mivel a Médiatanács nem hosszabbította meg a 7+5 éves kérelmüket. A Médiatanács azt is jóváhagyta, hogy június 1-jétől a helyi adás időtartamát a jövőben 12-14 óra között készíthessék. Június 2-án 16:30 körül elindult a kaposvári Rádió 1 a 99,9 MHz-en. Augusztus 2-án elhallgatott a szekszárdi, paksi és bajai Rádió 1, mivel a Médiatanács nem hosszabbította meg a 7+5 éves kérelmüket. Augusztus 18-ától hétköznapokon Cooky helyét a mixben Lotfi Begi vette át, míg a kívánságműsorban Juhász Gergely. Augusztus 23-án a győri Rádió 1 átköltözése nem történt meg a 96,4 MHz-re, mert ezen a frekvencián a Magyar Katolikus Rádió adása hallható. A szeptember 3-ai Médiatanács ülésen a gyöngyösi és hatvani Rádió 1-nek megadták az újabb 5 évet, míg a hevesi Rádió 1 nem kapta meg. A szeptember 30-ai Médiatanács ülésen a dunaföldvári, a szekszárdi, a paksi és bajai frekvenciákon a Rádió 1-et hozták ki nyertesnek, így a jövőben legalább 7 évig szólni fog. Október 5-től Cooky visszatért és csak hétvégén hallható a rádióban. Október 14-én 21-től éjfélig World Is Mine Radio Show néven új mixműsor indult, a DJ Factoryt felváltva. Október 15-én este visszatért a Rádió 1 Bajára, Paksra, Dunaföldvárra és Szekszárdra. December 8-án elhallgatott a hevesi Rádió 1, mivel lejárt a 7 év.
2020. január 1-jén a dunaújvárosi 93,1 Rádió 1 is az Oxygen Csoporthoz került. Február közepétől Buda Márton lett a Rádió 1 ügyvezetője és Juhász Gergő a zenei szerkesztője. Május 27-én az Oxygen Media megvette a kazincbarcikai Rádió TOP-ot, a helyén július 15-től szól a rádió műsora. Június 10-én a Radio Plus Kft. megvette a balatoni Part FM-et, így újra fogható lett a Rádió 1 a Balatonon június 15-től. Október 4-én délután újraindult a hevesi Rádió 1 a 93,7 MHz-en. Október 29-től Schubert Krisztián vezeti az éjszakai sávot szerdától vasárnapig.
2021. január 20-án a Rádió 1 tulajdonosa, a Radio Plus Kft. egyedüliként pályázati ajánlatot nyújtott be a budapesti 89,5 MHz használatára. A Médiatanács a március 30-i ülésén megállapította, hogy a pályázat győztese a Rádió 1, így megkezdheti sugárzását az addig használt 96,4 MHz-nél jóval nagyobb vételkörzetű 89,5 MHz-es frekvencián, amit korábban a Juventus Rádió, majd a Music FM használt.  Április 6-án elindították a frekvenciaváltásról tájékoztató Szörfölj át velünk! kampányt. A 89,5 MHz által szinte teljesen lefedett frekvenciák közül a dunaújvárosi 93,1 MHz és a velencei 90,4 MHz a Best FM hálózatába csatlakozott, míg a többi (Hatvan 87,9 MHz, Székesfehérvár 94,5 MHz, Tatabánya 96,7 MHz) használati jogáról a Radio Plus Kft. lemondott, így ezeken várhatóan hónapokig nem fog szólni rádióadás. A frekvenciaváltás május 5-én 00:00-kor történt meg, ezzel egyidőben új szignálparkot kapott a rádió, de egyes arculati elemek megmaradtak.
Június 29-től új DJ-kkel bővült a World Is Mine Radio Show stábja, ezzel a pénteki és szombat esti adás 5 órás (21:00-02:00) volt, majd július 12-től hétfőn éjféltől (valamint a hónap első keddjén) The Etiket Radio Show néven új techno zenei mixműsor indult. 2021. augusztus 31-én Buda Márton, a rádió ügyvezetője távozott, helyét Turi Árpád, az egykori Class FM és a Sláger Rádió vezérigazgatója, és a Műsorszolgáltatók Egyesületének (RAME) választott elnöke, míg október 4-én a Hegyalja úti rádiók programigazgatója, Sivák Péter távozott, helyét ismét Bertók László "McFly", az egykori Class FM programigazgatója vette át.
2022 januárjában a rádió egy hét alatt elnyerte a székesfehérvári 99,8 MHz-es és a tatabányai 102,5 MHz-es frekvenciákat, így április 23-tól újra hallható lett 2 városban a Rádió 1 helyi adása. A székesfehérvári kora délután, míg a tatabányai adás éjfélkor indult el.
2023. márciusában műsorváltozás történt, az élő adás előtt elindult a Balázsék Best-on, ami hétköznap reggel 5:30 és 6:00 között hallható. Valamint éjjel 3-kor az "egészségpercek"-et, míg hajnal 4-kor pedig a "tudás percek" rovatot lehet hallani.
2023. április 24-től ismét módosították a World is Mine Radio Show műsorrendjét. Nigel Stately távozása miatt, illetve a DJ szavazás eredményeképpen, Andro távozott az est rezidensei közül. Helyettük Pullmaxx és CHRSTPHR hallható hétfőn és kedden 23:00 és 0:00 között. Ami nem változott: a műsor vasárnaptól csütörtökig 21:00-tól éjfélig, míg pénteken és szombaton éjjel 1-ig tart.
2023. október 1-től lecsökkent a helyi állomások műsorideje, továbbá megszűnt a helyi hajnali műsorsáv 05:00 és 06:00 között (ezek helyére a hajnali 5 órás hírek után az "egészség-", fél 6 környékén a "tudás percek" kerültek), valamint a TOP 500-as listára hivatkozva még több régebbi slágerrel bővült a rádió zenei kínálata, illetve hajnal 5 után is csak zenék szólnak. Hétköznap 6 előtt Balázsék Best ON lett.
Október 2-án elindult a rádió minden frekvenciáján a Daily mix, ahol a legfrissebb újdonságok szólnak minden nap déltől.
A szignálok egy része is megváltozott, például a zenei órákat indító ún. kickoff szignáloknál nem hallhatóak a műsorvezetők megszólalásai, csak a nevük hangzik el.
2023. december 14-től a rádió Kecskeméten, Kecelben, Soltban, Nagykőrösön és Csongrádon is elindult, azonban a bajai adás a 88.7 MHz-re költözött, a 94,3-as frekvencián jelenleg a Best FM hálózati adása hallható. Csongrádon, Kecskeméten és Nagykőrösön a helyi adás Rádió 1 Gong néven, hosszabb időben, délelőtt 10-től délután 17 óráig tart és egyedül itt a Daily Mix 2 órás (2018 augusztusáig a pécsi Rádió 1-en is történt ilyen), míg Solton, Kecelben és Baján Rádió 1 Gong FM néven a megszokott 12-14 helyi sávban hallgatható.
Júniustól az utolsó helyi reklámszünet 22 óra előtt megy le 23 óra helyett, cserébe viszont a 21 és 22 órás helyi reklámok 1-1 perccel hosszabbak, a korábbi 2 perc helyett 3 percesek lettek.
2024. június 22-én a kiskunfélegyházi és a kiskunmajsai frekvencia helyi műsorvezetői elbúcsúztak, majd 23-ától a szegedi adásba csatlakozott.
2025-ben a gyöngyösi 101,7 MHz is csatlakozott a budapesti 89,5 MHz-es vételkörzet bővítésre, így a gyöngyösi adásban megszűnt a helyi hírblokk és a műsorvezetés.
2025 július végén a NMHH által meghirdetett mosonmagyaróvári FM 100.7 MHz-es frekvencián a Rádió 1 győri szolgáltatója a Lajta Rádió Kft. nyerte meg a helyi frekvenciát, így 2025 őszétől újra lesz Rádió 1 Mosonmagyaróváron.

## Frekvenciák
- Budapest és környéke – 89,5 MHz
- Abádszalók – 89,2 MHz
- Baja – 88,7 MHz
- Békéscsaba – 104,0 MHz
- Csongrád – 87,6 MHz
- Debrecen – 95,0 MHz
- Derecske – 94,7 MHz
- Dunaföldvár – 106,5 MHz
- Eger – 101,3 MHz
- Fonyód – 101,3 MHz
- Gyöngyös – 101,7 MHz
- Győr – 103,1 MHz
- Hajdúböszörmény – 98,9 MHz
- Hajdúnánás – 93,3 MHz
- Hajdúszoboszló – 100,6 MHz
- Heves – 93,7 MHz
- Kaposvár – 99,9 MHz
- Kazincbarcika – 88,8 MHz
- Kecel – 99,6 MHz
- Kecskemét – 96,5 MHz
- Keszthely – 99,4 MHz
- Kiskunfélegyháza – 91,1 MHz
- Kiskunmajsa – 88,2 MHz
- Komló – 99,4 MHz
- Miskolc – 96,3 MHz
- Mohács – 93,8 MHz
- Mosonmagyaróvár – 100,7 MHz ( 2025 őszétől )
- Nagykanizsa – 95,6 MHz
- Nagykőrös – 93,6 MHz
- Nyíregyháza – 91,1 MHz
- Paks – 107,5 MHz
- Pécs – 90,6 MHz
- Salgótarján – 100,4 MHz
- Siófok – 92,6 MHz
- Solt – 94,1 MHz
- Sopron – 94,1 MHz
- Szeged – 87,9 MHz
- Szekszárd – 91,1 MHz
- Székesfehérvár – 99,8 MHz
- Szolnok – 90,4 MHz
- Szombathely – 97,7 MHz
- Tatabánya – 102,5 MHz
- Tiszafüred – 88,7 MHz
- Veszprém – 90,6 MHz
- Villány – 100,9 MHz
- Zalaegerszeg – 95,8 MHz

### Korábbi frekvenciái
- Baja – 94,3 MHz (2010-2013, 2016–2023)
- Balaton (Tihany) – 105,7 MHz (2011–2013, 2016–2018)
- Budapest – 100,3 MHz (1996–2002), 103,9 MHz (2002–2012), 96,4 MHz (2016–2021)
- Békéscsaba – 100,9 MHz (2000–2006), 88,9 MHz (2006–2017)
- Debrecen – 92,3 MHz (2000–2013)
- Dunaújváros – 93,1 MHz (2018–2021)
- Eger – 101,9 MHz (2000–2013)
- Győr – 96,4 MHz (2004–2013)
- Gyula – 90,5 MHz (2002–2006)
- Hatvan – 87,9 MHz (2018–2021)
- Heves – 93,7 MHz (2016–2019)
- Mosonmagyaróvár – 99,7 MHz (2017–2018)
- Orosháza – 90,2 MHz (2000–2017)
- Sárbogárd – 87,9 MHz (2004–2012)
- Szarvas – 95,2 MHz (2002–2006)
- Szeghalom – 99,4 MHz (2002–2006)
- Székesfehérvár – 101,8 MHz (2000–2013), 103,8 MHz (2017–2018), 94,5 MHz (2018–2021)
- Szolnok – 90,4 MHz  (2009–2013)
- Tatabánya – 102,5 MHz (2008–2009), 96,7 MHz (2019–2021)
- Veszprém – 94,6 MHz (2000–2012)
- Velence – 90,4 MHz (2019–2021)
- Zalaegerszeg – 95,1 MHz (2011–2013, 2017–2019)

## Munkatársak

### Budapesti stúdió

#### Műsorvezetők
- Sebestyén Balázs – Balázsék
- Rákóczi Ferenc – Balázsék
- Ráskó Eszter – Balázsék
- Cooky – Cooky Weekend Show, Kívánságműsor
- Györke Attila – Hétköznap délelőtt 10:00-tól 17:00-ig, Daily Mix, Rádió1 Top 50
- Juhász Gergely – Rádió 1 Live Mix, Kívánságműsor, World is Mine Radio Show
- Király Tamás
- Kiss Márti

#### Hírszerkesztők
- Hunyad Ákos (hétköznap)
- Veress Erzsébet "Liza" (hétvégén)

#### DJ-k

##### Disco's Hit
- Bárány Attila
- DJ Junior
- Hamvai P.G.

Rádió 1 Live Mix – hétköznap 17:00 – 18:00
- Antonyo
- Bárány Attila
- DJ Junior
- Hamvai P.G.
- Jauri
- Joer Junior
- Lotfi Begi
- Loving Arms
- Metzker Viktória
- Purebeat
- Regán Lili
- Willcox
- Yamina

WORLD IS MINE Radio Show – minden nap 21:00 – 00:00
- Metzker Viktória (Hétfő 21:00-23:00)
- Kollár (Hétfő 23:00-00:00)
- Jauri (Kedd 21:00-23:00)
- CHRSTPHR (Kedd 23:00-00:00)
- Yamina (Szerda 21:00-23:00)
- Purebeat (Szerda 23:00-00:00)
- Regán Lili (Csütörtök 21:00-23:00)
- Joer Junior (Csütörtök 23:00-00:00)
- Lotfi Begi (Péntek 21:00-23:00)
- Pullmaxx (Péntek 23:00-00:00)
- StadiumX (Szombat 00:00-01:00)
- Loving Arms (Szombat 21:00-22:00)
- Newik (Szombat 22:00-23:00)
- Antonyo (Szombat 23:00-00:00)
- Guest Mix (Vasárnap 00:00-01:00)
- Willcox (Vasárnap 21:00-23:00)
- Bricklake (Vasárnap 23:00-00:00)

### Helyi stúdiók
- Koródi Petra
- Áncsán Ágnes (hírszerkesztő)
- Villányi Eszter (hírszerkesztő)

Baranya vármegye
- Molnár Kristóf
- Incze Annamária (hírszerkesztő)
- Szendi Hajni (hírszerkesztő)

Békéscsaba
- Soós Kata (hírszerkesztő)
- Oszlács Norbert[78]
- Knyihár Mihály

Debrecen
- Keserü Tamás
- Szilágyi László
- Földi Bernadett
- Makranczi László (sportszerkesztő, hírszerkesztő)
- Pinczés Mariann (hírszerkesztő)
- Dobó Nikolett (hírszerkesztő)
- Kovács-Rádai Andrea (hírszerkesztő)
- Karsai Kitti (hírszerkesztő)

Hajdúság
- Vályi Zsolt

Heves vármegye
- Szabó Gábor
- Magyar Gina (hírszerkesztő)
- Puzsár Zsófia (hírszerkesztő)
- Ferencz Norbert

Győr
- Bálint Judit
- Hársfai István
- Kiss Gábor
- Kórodi Petra
- Gáspár Milán (hírszerkesztő, MTI)
- Széll Mónika (hírszerkesztő, MTI)
- Áncsán Ágnes (hírszerkesztő, MTI)
- Csrefkó Judit (hírszerkesztő, MTI)

Kaposvár
- Arany-Szabó Irén (hírszerkesztő)
- Csizinszky Éva
- Villányi Eszter (hírszerkesztő)

Kecskemét
- Csongrádi Tamás
- Faragó Miklós
- Holló Róbert
- Kincses Szabolcs
- Király Andor
- Kormos Zsolt
- Nagy Tibor
- Orosz Fanni
- Puha Évi
- Vizi Zalán

Keszthely és Nagykanizsa
- Bőszén András
- Csizinszky Éva
- Ladola József (hírszekesztő, Nagykanizsa)
- Villányi Eszter (hírszerkesztő, Keszthely)
- Vida Ágnes (hírszerkesztő, Nagykanizsa)
- Kovács Péter (hírszerkesztő, Nagykanizsa)
- Ficsóri Erika (hírszerkesztő, Nagykanizsa)
- Petz Gábor Olivér (hírszerkesztő, Nagykanizsa)
- Soós Kata (hírszerkesztő, Nagykanizsa)

Nyíregyháza
- Balogh István Vilmos
- Demeter Diána (hírszerkesztő)

Szombathely
- Farkas Beni
- Schubert Krisztián
- Jagodits Zsuzsa (hírszerkesztő)
- Lakosi Gabriella (hírszerkesztő)

Salgótarján
- Balázs Bea
- Jusztin Orsolya
- Kéri István

Sopron
- Gál-Tóth András (hírszerekesztő)
- Kóczán Bálint
- Lakosi Gabriella (hírszerkesztő)
- Schubert Krisztián

Szeged, Kiskunfélegyháza és Kiskunmajsa
- Kovács Péter (hírszerkesztő)
- Soós Kata (hírszerkesztő)
- Zsíros András (hírszerkesztő)
- Molnár Balázs
- Király Tamás

Szolnok
- Molnár Róbert (hírszerkesztő)
- Soós Kata (hírszerkesztő)
- Oszlács Norbert
- Bőszén András (High Tech Force)
- Joó Éva

Tisza-tó
- Schubert Krisztián

Veszprém
- Nagy Bernadett
- Király László (hírszerkesztő)
- Papp Klaudia (hírszerkesztő)
- Ficsóri Erika (hírszerkesztő)
- Leffelholcz Marietta (hírszerkesztő)
- Springmann Betti (hírszerkesztő)

Zalaegerszeg
- Bőszén András
- Villányi Eszter
- Papp Klaudia (hírszerkesztő)
- Demeter Dia (hírszerkesztő)

## Logói

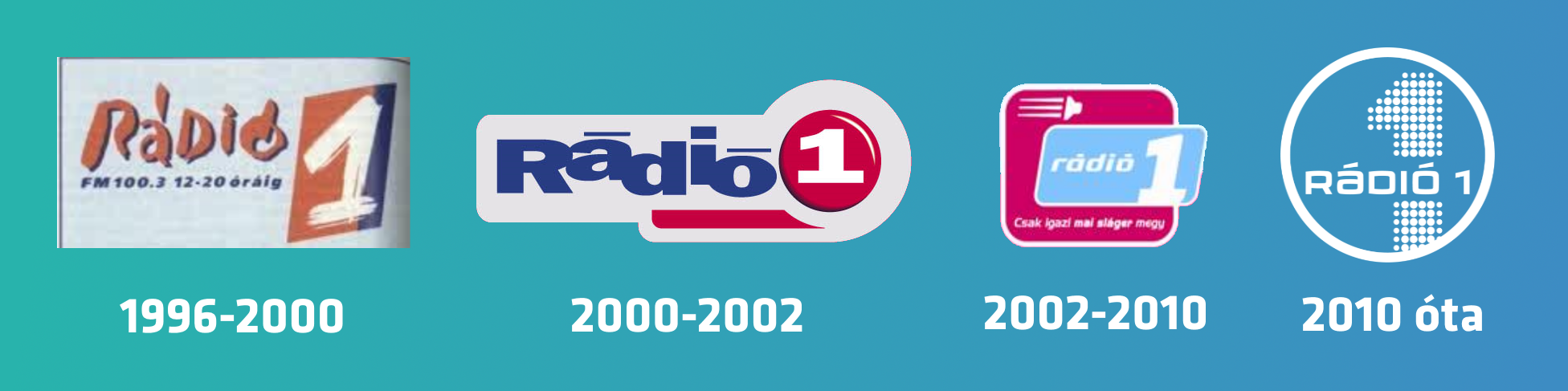
A Rádió 1 logói 1996-tól napjainkig

### Korábbi munkatársak

#### Műsorvezetők
- Vadon János
- Hudák Anita
- Hepi Endre
- Nyerges Izabella
- Kovács Ákos
- Schubert Krisztián
- Harsányi Levente
- Mákszem Levente
- Mák Kata
- Peller Mariann
- Esperes Ákos
- Horváth Zoltán (Hory)

#### DJ-k

##### Disco's Hit
- Pinke Attila
- DJ Lauer
- Danny L
- M. Gee
- McFly
- Dévényi D.
- Soonec

##### World Is Mine Radio Show
- Dante
- Abrstct
- Bréda Bia
- Virus
- Nigel Stately
- Andro

##### The Etiket Radio Show
- Sikztah

## Lásd még
- Best FM
- Ozone FM
- Retro Rádió